# Nyeri
Nyeri és una ciutat de Kenya, a prop (180 km) de la capital (Nairobi) i capital de la província Central. La població era 98.908 habitants el 1999.
La ciutat està situada a la falda del mont Kenya. El sector industrial més important és el primari. El cafè i el te són les principals collites que es venen, mentre que les collites de blat les utilitzen per menjar. Hi ha moltes destinacions turístiques a prop.
En l'edat colonial, Nyeri era un petit poble sense importància, però a poc a poc es va convertir en un centre de comerç que negociava amb els grangers blancs que produïen blat i cafè. S'hi troba el parc natural de Wajee, i un hospital gratuït però amb un departament privat per a persones més riques.

## Personatges il·lustres
- Wangari Maathai (1940 - 2011). Activista polític i ecologista. Premi Nobel de la Pau de l'any 2004.